# 银鳞茅
银鳞茅（学名：Briza minor）为禾本科凌风草属下的一个种。原產於地中海地區，現引進至北美。
其种加词“minor”意为“较小的”。